# لیرجت ۲۸
لیرجت ۲۸ (به انگلیسی: Learjet 28) یک هواگرد ساختِ کارخانهٔ لیرجت در کشور ایالات متحده آمریکا است که در سال ۱۹۷۷–۱۹۸۲ ساخته شد. این هواگرد برای نخستین بار در ۲۴ اوت ۱۹۷۷ میلادی مورد استفاده قرار گرفت.